# 하야시 히데요
하야시 히데요(일본어:  林 英世, 1963년 11월 17일~)는 일본의 여배우이다. 오사카부 기시와다시 출신이다.